# Město Davidovo

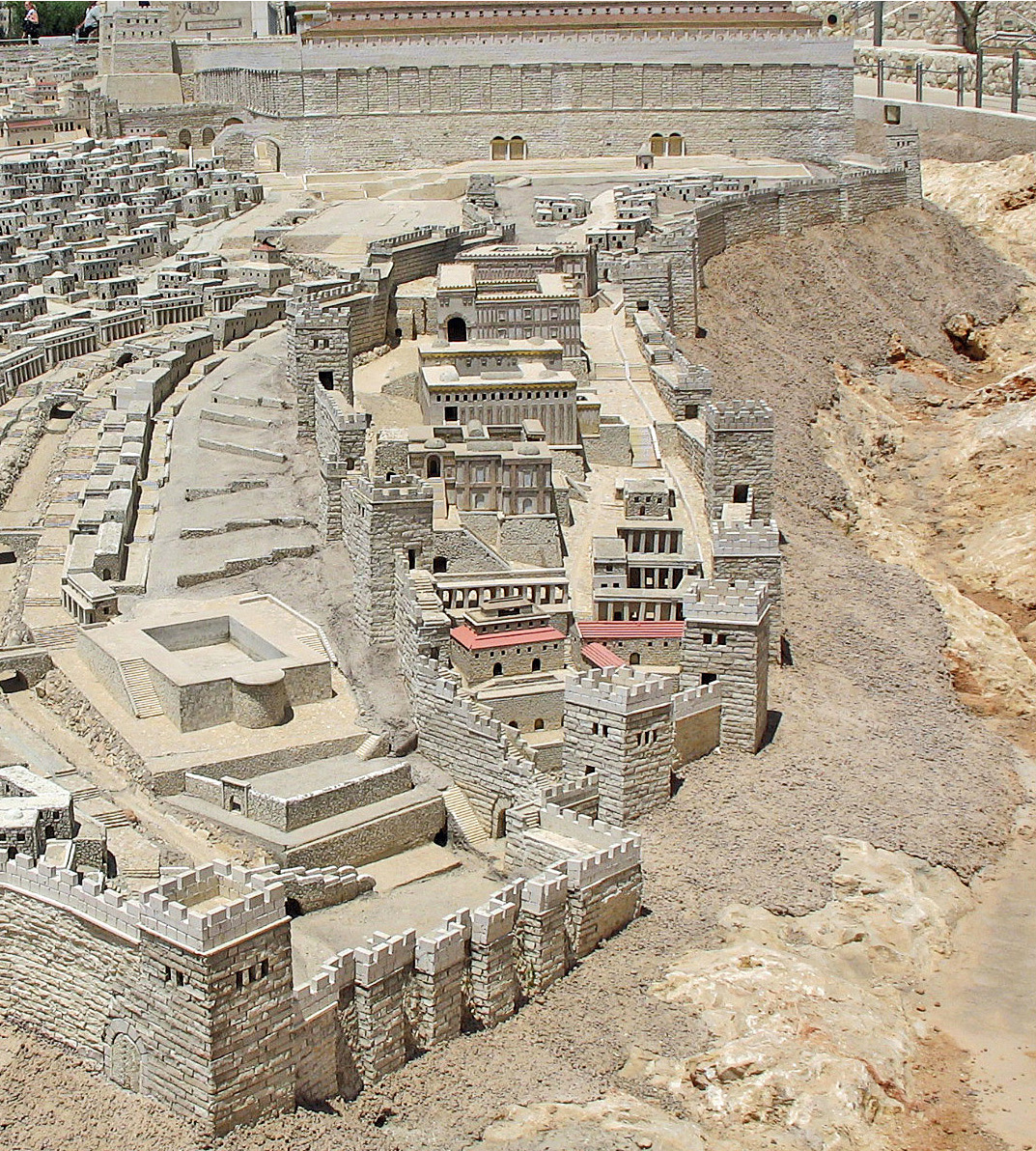
Město Davidovo, Model Jeruzaléma

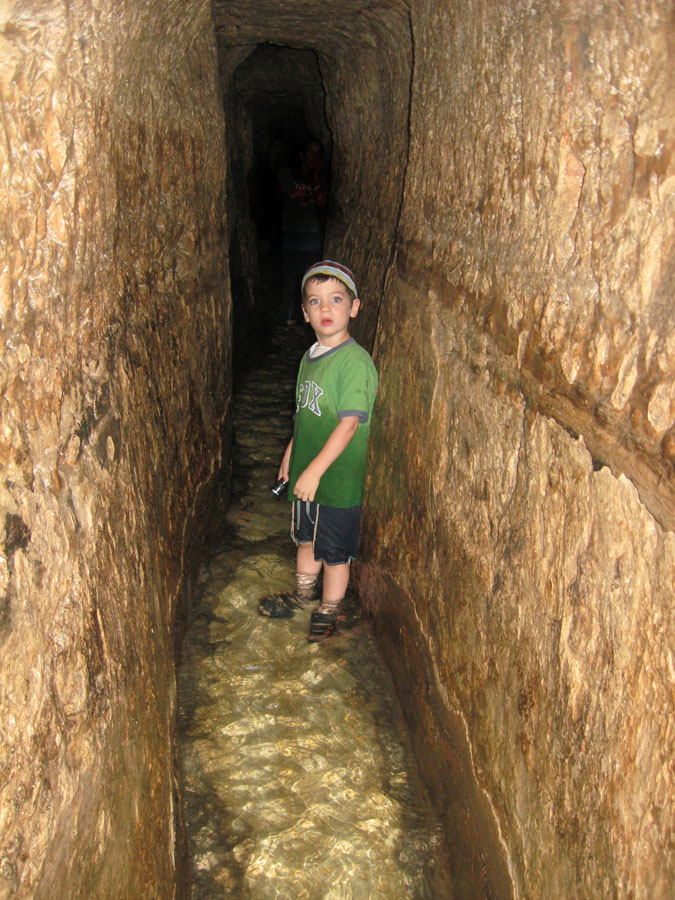
Chizkijášův tunel 2010

Město Davidovo (hebrejsky עיר דוד‎, Ir David, arabsky مدينة داود‎), biblický Jeruzalém, je nejstarší obydlená čtvrť Jeruzaléma a významné archeologické naleziště. Jde o úzký výběžek jižně od Chrámové hory. V době bronzové byl opevněným městem a podle tradice zde král David postavil svůj palác a založil hlavní město. Město Davidovo bylo přirozeně chráněno Tyropejským údolím ze západu, Hinnómským údolím od jihu, a Kidrónským údolím na východě; kdysi hluboké údolí na západě bylo ovšem v průběhu věků zasypáno sutinami.
V dávných předizraelských dobách bylo Město Davidovo od Chrámové hory odděleno Ofelem, neobydlenou oblastí, která se stala panovnickým sídlem pod Izraelskou vládou. Během vlády Chizkijášovy byly městské hradby rozšířeny směrem na západ, takže zahrnuly dosud neohrazené předměstí západně od Chrámové hory do území známého nyní jako Staré Město.
Dnes patří archeologické vykopávky a středisko návštěv ke hlavním turistickým cílům v Izraeli. Ačkoli je celá oblast v současnosti obydlena jak Židy tak muslimy, pod mnohými domy probíhá archeologický průzkum a celý výběžek se má stát archeologickou rezervací.

## Archeologie

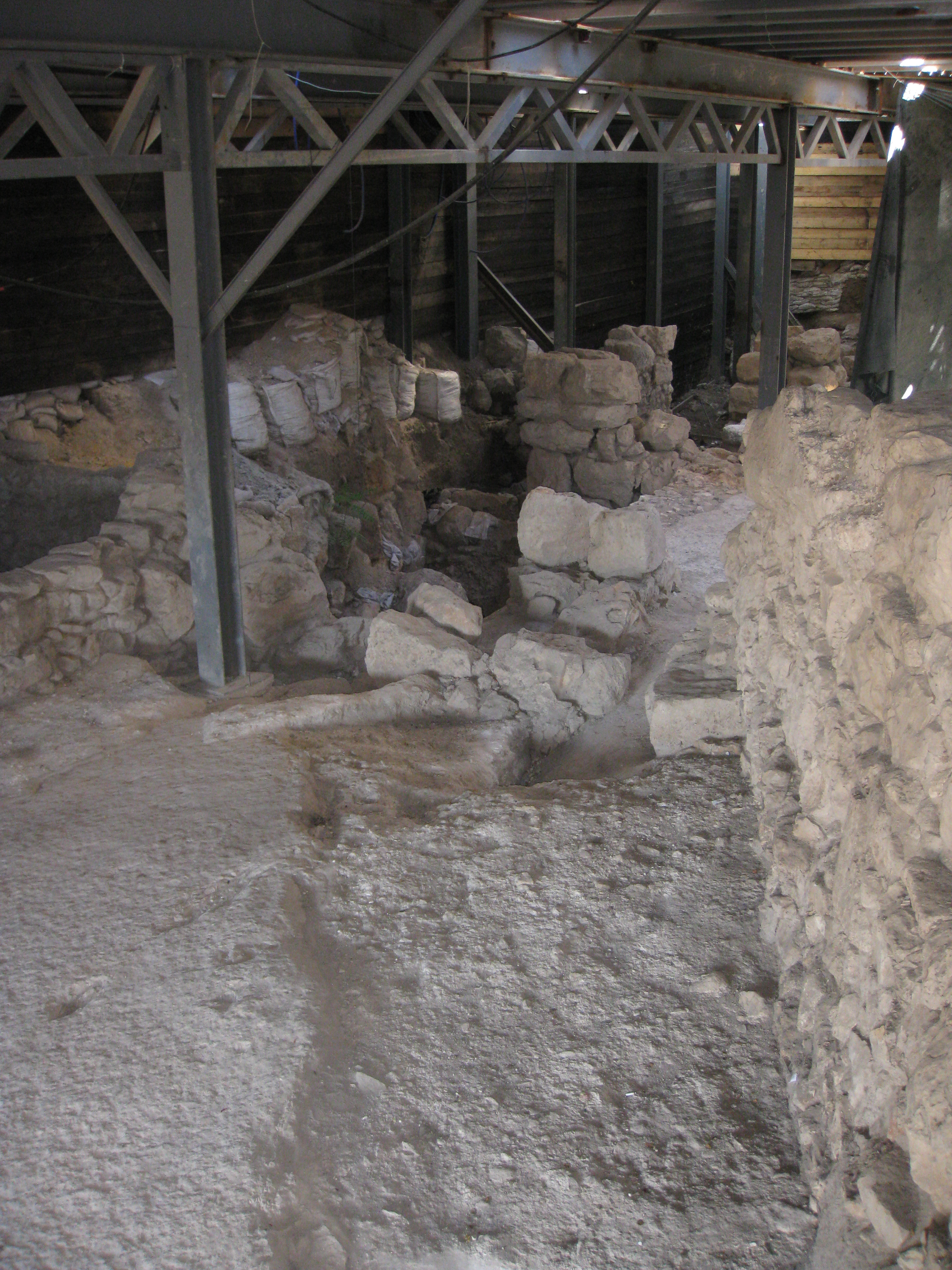
Část velké kamenné stavby, pokládaná za pozůstatky Davidova královského paláce.

Údolí Nachal Kidron, které oddělovalo Ofel od dnešního Starého Města, je skryto pod sutinami staletí. Archeologický průzkum zde začal v devatenáctém století. Oblast zahrnuje několik archeologických objektů, zejména Chizkijášův tunel pro zásobování vodou, v němž byl nalezen Šiloašský nápis), Warrenovu šachtu (dřívější stavbu, rovněž některými pokládanou za součást vodního systému), a Šiloašský rybník (dochovaný z byzantské éry, a nedávno objevený rybník z období Druhého chrámu). Všechny tyto zásobovací nádrže byly napájeny vodou z Gichonského pramene, který se nachází na východním svahu Ofelu, a který byl patrně důvodem, že město bylo vybudováno právě zde.
Gichonský pramen i Šiloašský rybník jsou začleněny do archeologické rezervace přístupné veřejnosti. Návštěvníci se mohou brodit Chizkijášovým tunelem, kterým dodnes protéká voda starověkého pramene.
Nejstarší vykopávky zde podnikl Charles Warren roku 1867; od té doby se zde kopalo často a vlastně kope dodnes. Úplný seznam vykopávek z osmanského období , z doby Britského mandátu , z Jordánského období  a z počátků státu Izrael  je dostupný na webových stránkách Izraelské památkové správy.

### Doba měděná (4500–3500 př. n. l.)
Chalkolitické pozůstatky zahrnují zlomky keramiky nalezené v rozsedlinách podloží Macalisterem a Duncanem. Expedice zároveň objevila řadu umělých útvarů vytesaných ve skalním podkladu. Jsou tu místa, kde skála byla vyhlazena, a jinde jsou v ní vytesány kanálky. Je tu i několik skupin prohlubní, nazývaných někdy hrnce, vyhloubených do skály. Má se za to, že mohly sloužit ke zpracování zemědělských produktů. Macalister a Duncan se domnívají, že sloužily ke zpracování olivového oleje.
Edwin C. M. van den Brink, který připomíná, že podobné prohlubně byly nalezeny v Bejt Šemeš a poblíž Modi'in-Maccabim-Re'ut, se domnívá, že mohly vzniknout dlouhodobě opakovaným mletím obilí nebo drcením oliv. Mazarová se domnívá, že sloužily k zachycování dešťové vody.

### Raná doba bronzová (3500–2350 př. n. l.)
Keramické střepy.

### Střední doba bronzová (2000–1550 př. n. l.)
Jeruzalém střední doby bronzové je zmiňován několikrát v egyptských textech ze 19.–18. stol. př. n. l. V biblické literatuře je z této doby příběh Melchisedekův.(Genesis 14:18-20) V této době je již město dostatečně velké a mocné pro výstavbu "mohutné" kamenné zdi k obraně vodního zdroje, Gichonského pramene, která chránila zranitelný přístup z vrcholu návrší ke studniční věži v údolí.

### Pozdní doba bronzová (1550–1200 př. n. l.)
Z této doby byly nalezeny keramické střepy a bronzové hlavice šípů.
V roce 2010 byl nalezen zlomek hliněné tabulky pocházející ze 14. stol. př. n. l., tedy dosud nejstarší písemný dokument nalezený v Jeruzalémě. Datování je určeno z písma, kterým je popsán, což je starodávné akkadské klínové písmo. Text rozluštil vysokoškolský absolvent Takajoši Ošima pod vedením profesora Wayne Horowitze. Podle Horowitze kvalita písma nasvědčuje, že jde o královský dokument, patrně dopis jeruzalémského krále egyptskému faraónovi. Profesor Christopher Rollston poukazuje na to, že dokument neobsahuje žádná osobní jména nebo tituly aní žádná jména místní. Z kvality písma nelze podle něj usuzovat, že jde o součást „mezinárodní královské korespondence“. Rovněž k datování je třeba přistupovat velice opatrně, jelikož nejde o nález z určené vrstvy, nýbrž z následného promývání suťového materiálu.

### Doba železná I (1200–980/70 př. n. l.)

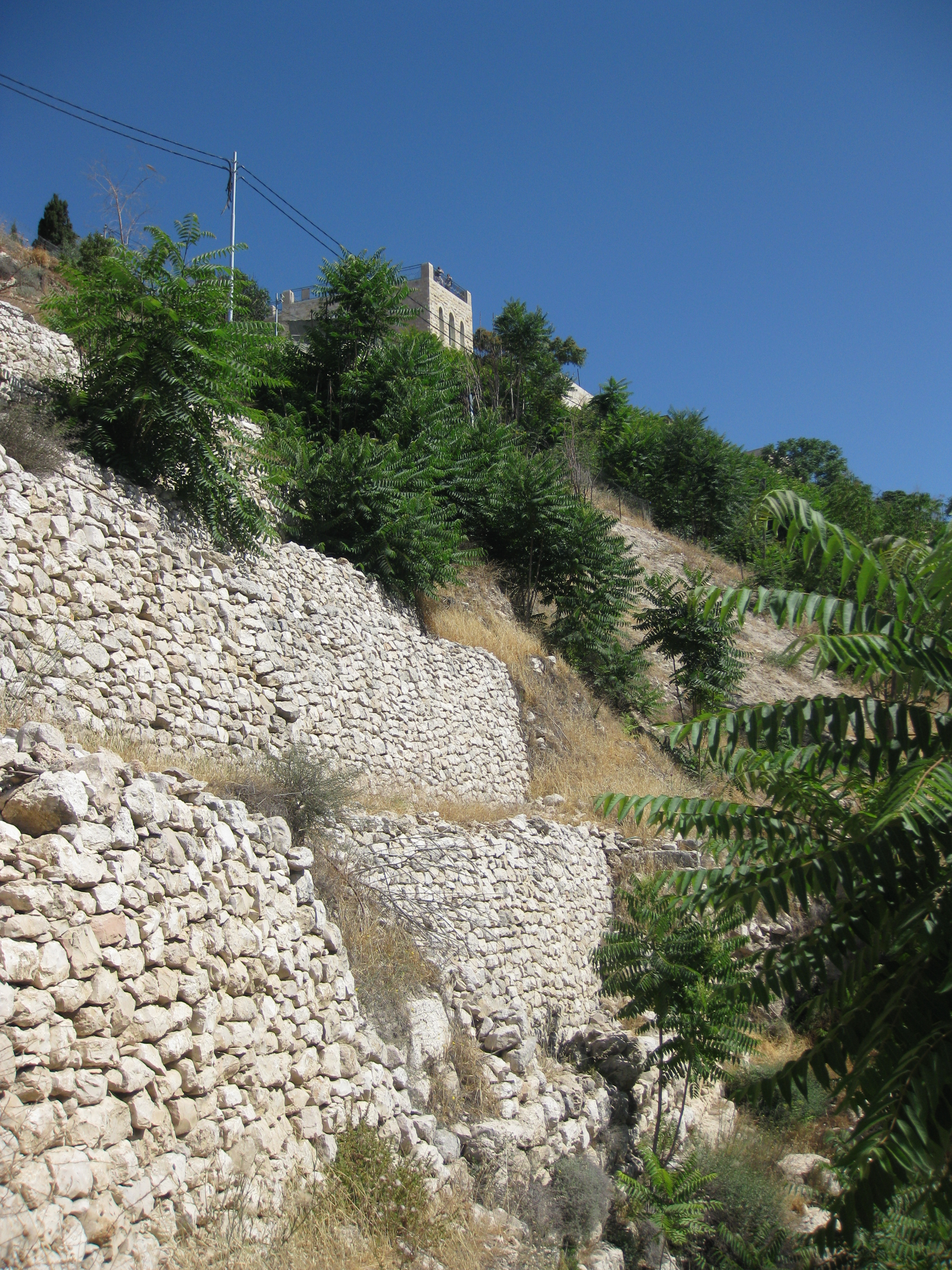
Jebúsejská městská hradba.

Jebúsejské město. Byly zde odkryty hradby ne mladší než z 12. stol. př. n. l. a jeho existenci ani existenci opevnění z té doby nikdo nezpochybňuje. Námitky bývají vznášeny ohledně věrohodnosti biblického podání dobytí města králem Davidem, kde se mluví nejen o prolomení hradeb, ale též o proniknutí do města pradávným vodním systémem od Gichonského pramene. Má se za to, že Izraelci nadále využívali jebúsejské hradby a za krále Šalomouna město rozšířili na severu, kde do něj začlenili Chrámovu horu.

### Doba železná IIa (10.–9. stol. př. n. l.)

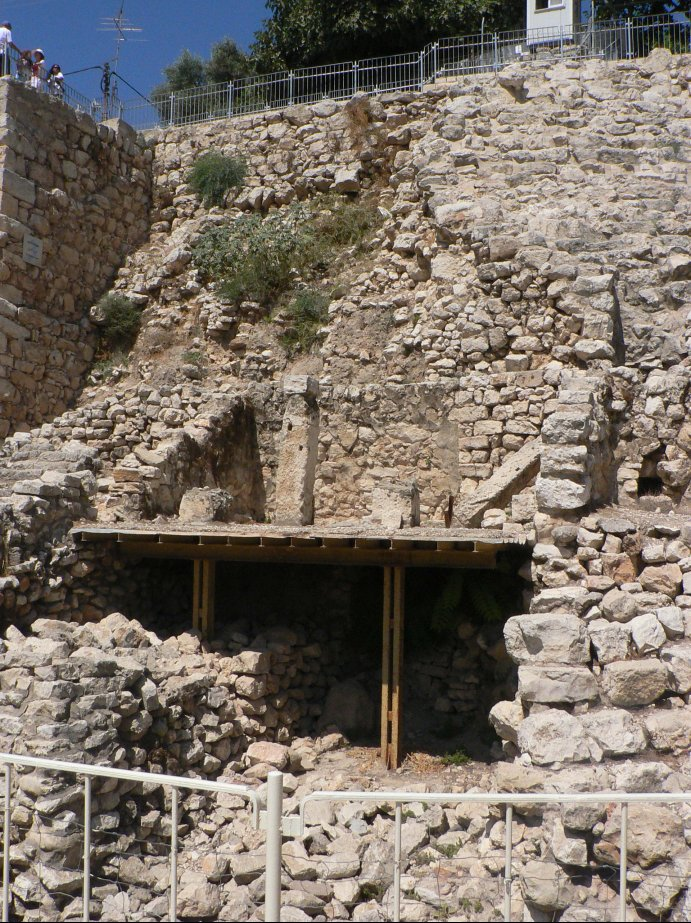
Stupňovitá kamenná stavba (Miló).

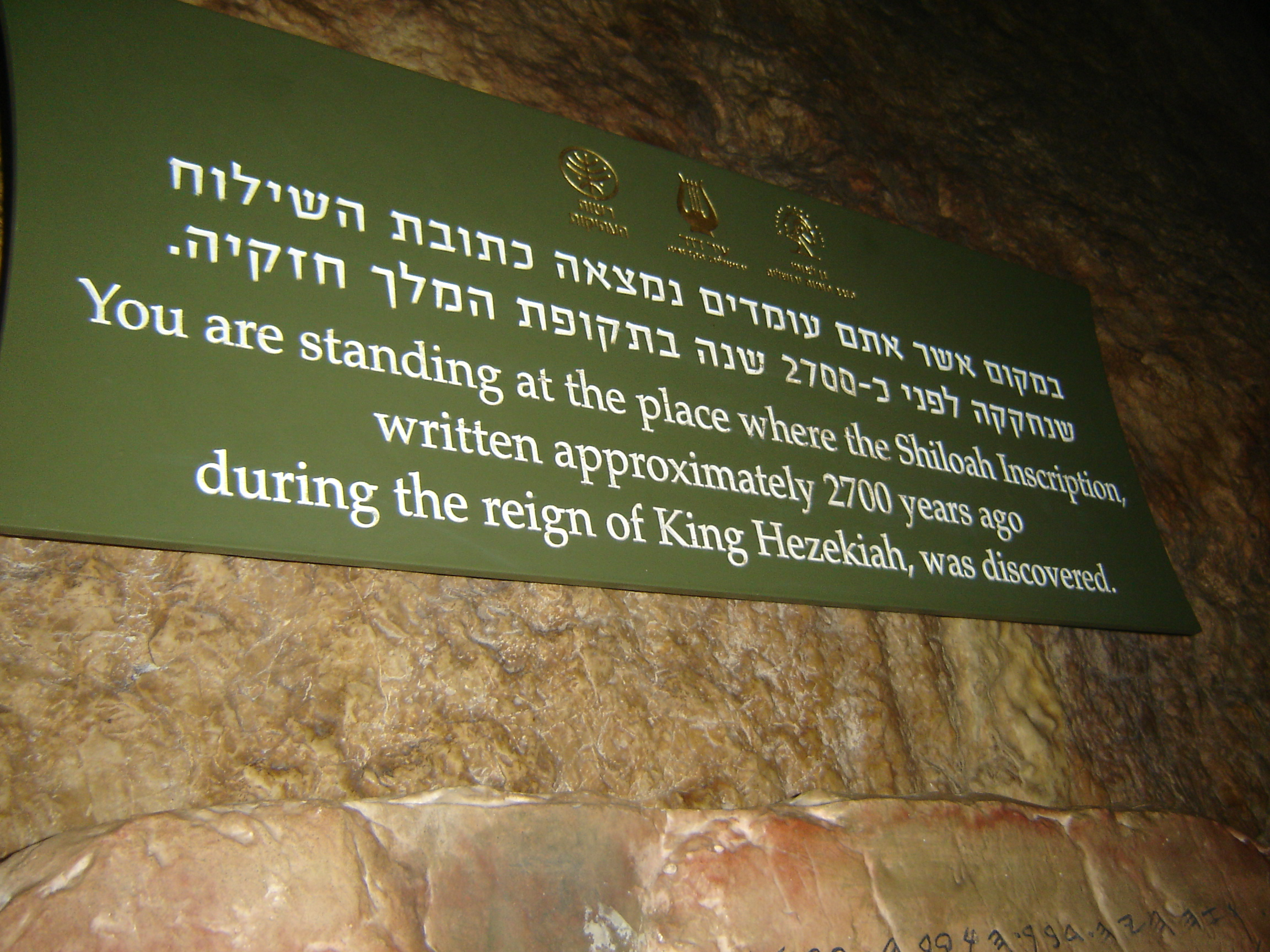
Nápis uprostřed Chizkijášova tunelu

Období 10. a 9. století, odpovídající biblickým králům Davidovi a Šalomounovi, je předmětem intenzivních vědeckých debat, stejně jako pokračujících archeologických výzkumů.
V r. 2005 odkryla archeoložka Eilat Mazarová velkou kamennou stavbu, kterou datovala do 10. století, což by odpovídalo budovám přiměřeným velikostí hlavnímu městu centralizovaného království té doby. Jiní, zejména Israel Finkelstein z Telavivské univerzity, se domnívají, že stavba pochází převážně z pozdější, Hasmonejské epochy. Nicméně vykopávky vynášejí na světlo stále nové doklady. Ve prospěch datování Mazarové do 10. století hovoří importované luxusní předměty nalezené uvnitř staveb, včetně dvou fénických slonovinových intarsií připojených kdysi k ocelovým předmětům; podobné nálezy z fénických hrobů v Achzivu nasvědčují, že se mohlo jednat o ozdobné jílce mečů. Množství okrouhlých carinated (ví někdo, co to je? ) mís s červenou polevou a ručně vyleštěných nasvědčují rovněž desátému století a vytříbenému městskému životnímu stylu. Datování kostního úlomku radioaktivním uhlíkem, které provedla Elisabetta Boaretto na Weizmannově institutu, dalo výsledek mezi 1050 a 780 př. n. l. Velký fragment "jemného a elegantního" džbánu s červenou dekorací na černém podkladu ze stejného naleziště patří rovněž ke skupině nálezů datovaných do druhé poloviny 10. století.
Roku 2010 Mazarová ohlásila objev, který podle jejího názoru představuje městskou hradbu z 10. století. Podle Mazarové jde o "nejvýznamnější stavbu z období Prvního chrámu v Izraeli," a "znamená to, že v té době, v 10. století, vládly v Jeruzalémě poměry umožňující vybudovat takovou stavbu." 10. století je doba, kterou bible popisuje jako období vlády krále Šalomouna. Aren Maeir, profesor archeologie na Bar Ilanově Universitě, nicméně řekl, že důkazy pro stáří opevnění, jaké udává Mazarová, musí teprve posoudit. I když uznává, že v Jeruzalémě byly nalezeny pozůstatky z 10. století, důkazy pro silné, centralizované království v té době označuje za "skrovné".
Podporu pro datování hradby a velké kamenné stavby do 10. století uváděné Mazarovou přinesl objev velké Judejské královské pevnosti v Kirbet Kejafa, která existovala pouhých 20 let v 11. nebo 10. století, než byla zničena. Naleziště je datováno keramikou a dvěma vypálenými olivovými krechty, jejichž radiokarbonové testování na Oxfordské univerzitě poskytlo výsledek mezi 1050 a 970 př. n. l., což je období, kam většina učenců zařazuje vládu krále Davida. Tato datace byla zpochybněna známkami aktivity na místě, o níž se předpokládá, že probíhala mezi lety 1050 a 915 př. n. l. Pevnost je možná totožná s biblickým Ša'arajim.

#### Nekropole

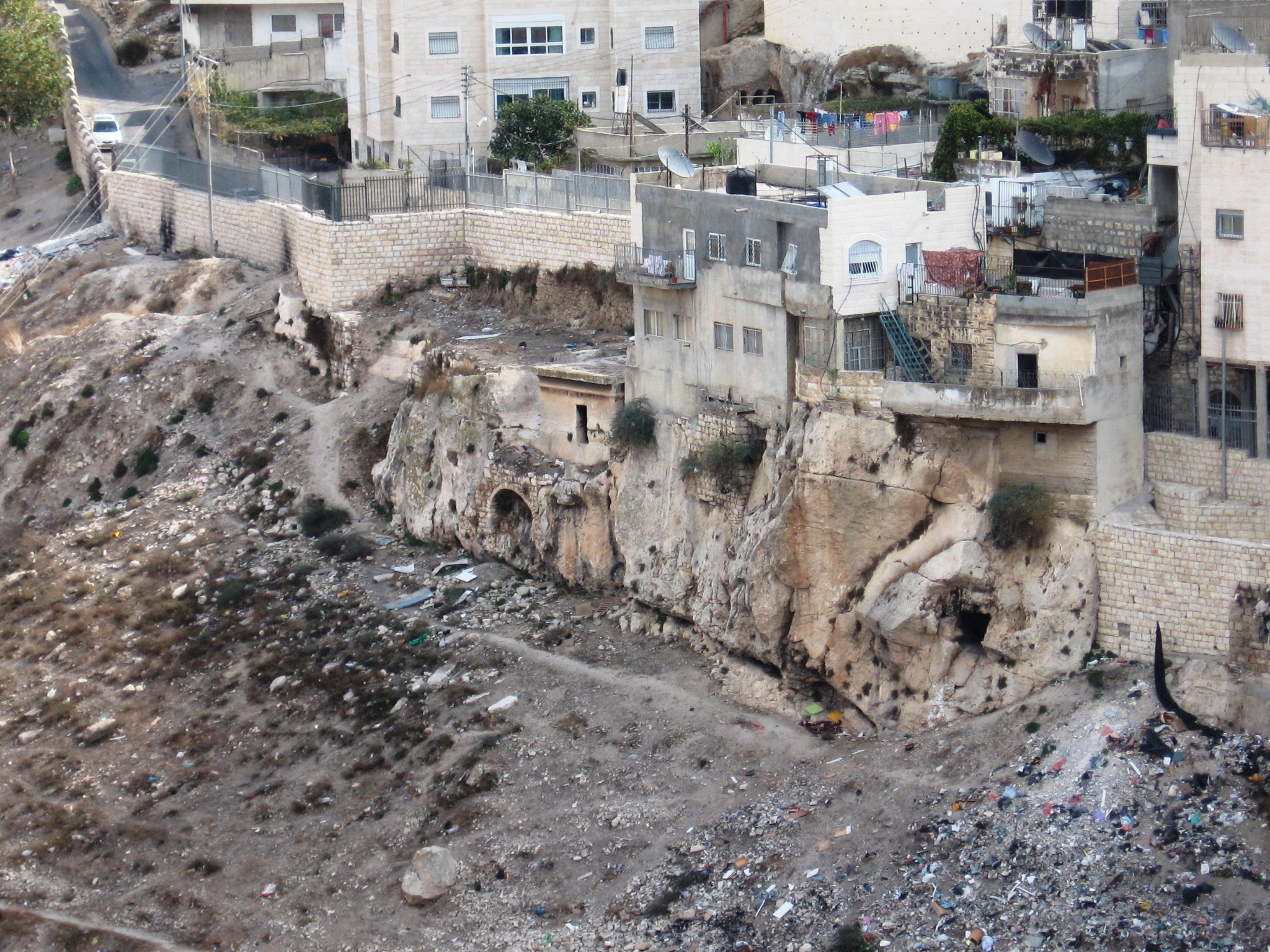
Pohřebiště pod arabskou vesnicí Silwan

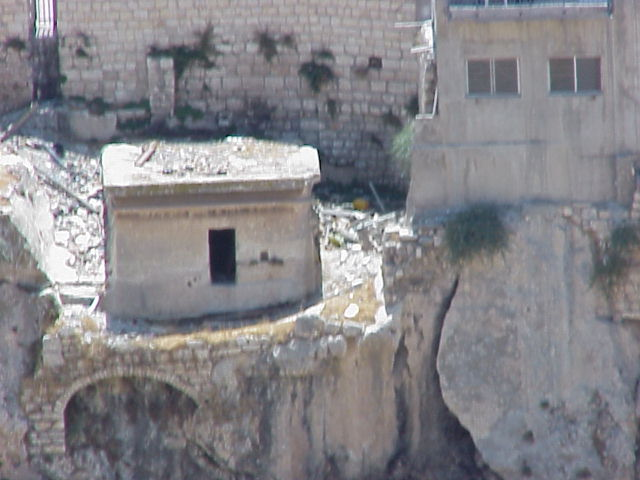
Zbytky hrobu faraónovy dcery

Na hřbetu vzdálenějšího úbočí Kidrónského úvalu, v arabské vesnici Silván a pod ní, byly nalezeny umně tesané hroby z izraelské epochy od 9. do 7. století př. n. l. Jsou to velké, vypracované hroby z jemně tesaného kamene, jaké si mohli dovolit jen nejvýše postavení členové bohaté společnosti. Podle Davida Ussishkina, "zde byli pohřbíváni královští úředníci a šlechta Judského království."
Architektura hrobů a způsob pohřbívání jsou odlišné "od čehokoli známého v soudobé Palestině. Prvky jako je vstup vysoko nad terénem, lomenicové stropy, rovné stropy s římsou, 13 žlabových lůžek s polštáři, nadzemní hroby a nápisy vyryté do fasády se vyskytují pouze zde." Kamenné lavice však byly vytesány s opěrkami hlavy ve stylu vypůjčeném z paruky egyptské Hathor. Ussishkin věří, že architektonická podobnost se stavebním stylem fénických měst potvrzuje biblický popis fénického vlivu na Izraelské království, ale nevylučuje, že některé z těchto hrobů mohly být postaveny fénickými aristokraty žijícími v Jeruzalémě.
Přestože nápisy se dochovaly pouze částečně, paleografické datování je zcela nepochybné a většina archeologů ztotožňuje jeden z hrobů s biblickým Šebnou, sluhou a pokladníkem krále Chizkijáše.

### Doba železná IIIb (8. stol.–586 př. n. l.)
Toto období koresponduje s biblickými králi Chizkijášem až Jóšijášem a zničením Judského království Nebukadnezarem II.
Král Chizkijáš zabezpečil zásobování města vodou při obležení vykopáním Chizkijášova tunelu ve skalním podloží, zakrytím všech stop Gichonského pramene a hradeb, které jej předtím obklopovaly. Vybudoval Šiloašský rybník jakožto vodní nádrž. Chizkijáš pak obehnal novou nádrž a západní předměstí novou hradbou.

### Babylónská a Perská epocha (586–322 př. n. l.)
Dvě pečetidla v novobabylonském slohu, jedno zobrazující kněze stojícího vedle oltáře bohů Marduka a Nabu. Pečetidlo ve tvaru skaraba z leštěného černého kamene zobrazuje "babylonský kultický výjev" dvou vousatých mužů stojících po obou stranách oltáře zasvěcenoho babylonskému měsíčnímu bohu Sinovi. Předpokládá se, že skarab byl zhotoven v Babylonii, s volnou ploškou pod oltářem ponechanou pro osobní jméno. Na plošce jsou hebrejská písmena, která Peter van der Veen rozluštil jako jméno Šelomit.

### Hasmonejská a Herodovská epocha (167 př. n. l. – 70 n. l.)
Hlavní archeologické nálezy představují Šiloašský rybník, Jeruzalémskou poutní cestu, palác královny Heleny z Adiabene a Jeruzalémskou vodní štolu. Na parkovišti Givati probíhají v současnosti vykopávky z Římského období.

### Byzantská a raně islámská epocha (324–1099)
Zámek z byzantského období nazývaný Eusebiův dům.

## Moderní epocha

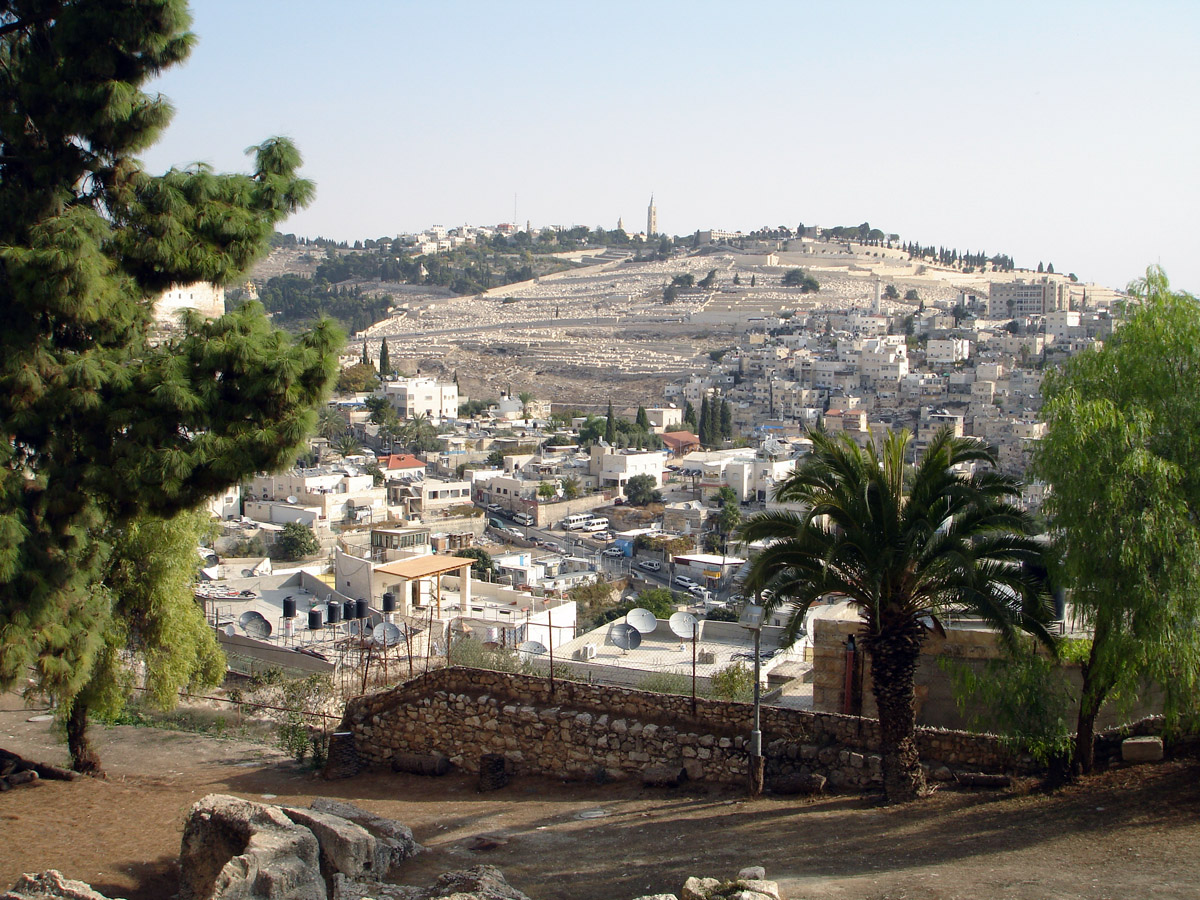
Ir David a Olivová hora

Fotografie z poloviny 19. stol. pořízená Skotem Jamesem Grahamem (1853–57) ukazuje hřbet Davidova města prostý zástavby. Je terasovitý a osázený stromy, patrně olivovníky.
Moderní zástavba začala v Davidově městě v letech 1873-1874, kdy se rabínská kupecká rodina Meyuchas, která žila v Jeruzalémě od vyhnání ze Španělska, přestěhovala kousek od hradeb do domu na hřbetu. V pozdějších fázích Britského mandátu se sousední arabská vesnice Silván rozšířila vzhůru po úbočí Davidova města. Po první arabsko-izraelské válce se celá oblast ocitla východně od Zelené linie pod jordánskou vládou. Arabské rodiny zde žily dál a stavěly zde domy i po r. 1967. Právo rozhodovat o archeologických a občanských aspektech Davidova města je předmětem žhavých sporů mezi Izraelci a Palestinci.
Existuje návrh změnit většinu této oblasti v archeologickou rezervaci a část Kidrónského údolí v současnosti zastavěnou nelegálními stavbami restaurovat jako park pod názvem Zahrada králů.